# Centrale nucleare di Metsamor
La centrale nucleare di Metsamor (in armeno Մեծամոր ատոմակայան?, Meçamor atomakayam), conosciuta anche come centrale nucleare di Oktemberyan o Medzamor è una centrale nucleare armena situata presso la città di Metsamor, nella provincia del Armavir, è equipaggiata con due reattori VVER440 da 376 MW, di cui solo uno attualmente in funzione.
La centrale fu spenta dopo il terremoto che avvenne in Armenia nel 1988, anche se l'impianto non aveva subito danni benché fosse molto vicino all'epicentro. Dopo il crollo dell'Unione Sovietica la centrale fu riattivata per far fronte alla mancanza di energia elettrica, fu però riattivato solo il secondo reattore, che è prospettato funzionare fino al 2016, in attesa della costruzione di un nuovo reattore da circa 1000 MW nella nazione (non si sa ancora se riutilizzare lo stesso impianto o meno). Nell'ottobre 2015 è stata concordata un'estensione della vita dell'unità 2, che avrà luogo nel 2017 e nel 2018, permettendo di operare fino al 2027. Il lavoro comprenderà l'ammodernamento delle attrezzature della sala turbine che consentirà all'unità 2 di aumentare del 15-18%.